# 岩手県道303号平泉停車場線
岩手県道303号平泉停車場線（いわてけんどう303ごう ひらいずみていしゃじょうせん）は、岩手県西磐井郡平泉町を通る一般県道である。

## 概要
JR東日本東北本線 平泉駅と西磐井郡平泉町平泉字志羅山に至る。
2023年（令和5年）3月31日付けで廃止となった岩手県道110号平泉停車場中尊寺線の経路を変更するかたちで翌2023年（令和5年）4月1日、岩手県告示第240号により本路線が認定された。

### 路線データ
- 総延長：54 m[1]
- 起点：西磐井郡平泉町平泉字泉屋[1]（JR東日本東北本線 平泉駅前）
- 終点：西磐井郡平泉町平泉字志羅山[1]（岩手県道31号平泉厳美渓線起点、岩手県道206号相川平泉線終点）

## 歴史
- 2023年（令和5年）
  - 3月31日 - 岩手県告示第224号により、岩手県道110号平泉停車場中尊寺線が廃止[3]。
  - 4月1日 - 岩手県道110号平泉停車場中尊寺線の経路を変更するかたちで[要出典]、岩手県告示第240号により路線認定[2]と、区域の決定[1]。

## 地理

### 通過する自治体
- 岩手県
  - 西磐井郡平泉町

### 交差する道路
| 交差する道路                                     | 交差する場所 | 交差する場所 |
| ------------------------------------------------ | ------------ | ------------ |
| 岩手県道31号平泉厳美渓線 岩手県道206号相川平泉線 | 平泉字志羅山 | 終点         |

### 沿線
- JR東日本東北本線 平泉駅